# ニコル・フォンテーヌ
ニコル・クロード・マリ・フォンテーヌ（Nicole Claude Marie Fontaine, 1942年1月16日 - 2018年5月17日）は、フランスの政治家。

## 若年期
ル・アーヴルの学校を卒業したのち、フォンテーヌはパリで法学を専攻し、政府とフランス国内の私立学校との関係についての論文で博士号を取得する。またパリ政治学院でディプロマを取得する。
フォンテーヌは1963年から1964年にかけて高等学校で教鞭をとる。また1964年にジャン＝ルネ・フォンテーヌと結婚し、娘が1人生まれる。フォンテーヌは1965年からカトリシズム教育制度事務局の法律顧問を務め、その後副代表となる。さらに1972年から1981年にかけて教育最高諮問会議の議員を務める。フランソワ・ミッテラン政権が宗教系学校への補助金の廃止を検討していた1983年、フォンテーヌは政治活動に集中していく。フォンテーヌは補助金廃止に対して反対運動を組織し、協議を続けていくなかで政治家としての才覚を表していった。

## 政治活動
1984年、フォンテーヌは社会民主中道派から欧州議会議員選挙に立候補して当選した。1989年には元欧州議会議長のシモーヌ・ヴェイユに替わって欧州のための中道の比例名簿に登録され、1994年の選挙ではフランス民主連合から立候補した。1989年に再選したのち、フォンテーヌは欧州人民党の支持を受けて欧州議会の副議長の1人に就任した。副議長としてフォンテーヌは幅広い評価を受けて、1994年の選挙では前期のすべての副議長のなかでほもっとも多くの票数を得た。この結果を受けてフォンテーヌは筆頭副議長・議長代行に選出された。筆頭副議長としてフォンテーヌは欧州議会と欧州連合理事会とのあいだでの意見の調整を行う委員会の委員長を務めた。
1999年の選挙で欧州人民党に参加する各党・グループは勝利し、直接選挙が行われるようになって初めて欧州議会で第1会派となり、選挙後にフォンテーヌは欧州議会議長選挙に立候補した。この議長選挙では欧州社会党からポルトガルのマリオ・ソアレスや欧州緑の党連盟からフィンランドのハイディ・ハウタラが立候補していたが、有効555票中306票を得てフォンテーヌが当選した。これに対して対立候補はソアレスが200票、ハウタラが40票の獲得にとどまった。またこのとき欧州自由民主改革党との合意で、2002年1月のフォンテーヌの次の議長には同党に属するアイルランドのパット・コックスが選ばれることになっていた。
2002年5月のフランス大統領選挙でジャック・シラクが再選され、翌月の国民議会選挙で中産階級・リベラル系の政党が勝利したことでジャン＝ピエール・ラファランが首相に指名され、またフォンテーヌも経済・財政・産業省で産業副大臣に任命され、2004年まで務めた。
2004年にフォンテーヌは欧州議会に戻り、産業・研究・エネルギー委員会に所属し、2009年まで欧州議会議員を務めた。
2018年5月17日、死去した。76歳没。